# Eungdaphara 1994
Eungdaphara 1994 (hangeul: 응답하라 1994, lett. Rispondi 1994; titolo internazionale Reply 1994, conosciuta anche come Answer Me 1994) è una serie televisiva sudcoreana trasmessa su tvN dal 18 ottobre al 28 dicembre 2013. Il suo ultimo episodio ha ottenuto uno share medio dell'11,9%, il valore più alto a quei tempi per un drama trasmesso su una rete via cavo. Si tratta dello spin-off di Eungdaphara 1997, trasmessa sulla stessa rete nel 2012.

## Trama
Ambientata nel 1994, la serie segue la vita di sei studenti universitari provenienti da varie province della Corea del Sud che vivono insieme in una pensione di Seul gestita da una coppia con una figlia, Na-jung. La serie segue un percorso non lineare tra il 1994 e il 2013, lasciando allo spettatore il compito di indovinare chi, tra i personaggi maschili, sia diventato il marito di Na-jung. Intanto, viene esplorata la cultura pop della metà degli anni Novanta, tra cui l'ascesa della band Seo Taiji and Boys e la nascita della Korean Basketball League.

## Personaggi
- Sung Na-jung, interpretata da Go Ara e Shin Soo-yeon (da giovane)
Studentessa di ingegneria informatica, è affabile e una grande fan del giocatore di basket Lee Sang-min.
- Sseureki (lett. "spazzatura")/Kim Jae-joon, interpretato da Jung Woo
Studente di medicina, era il migliore amico del fratello maggiore defunto di Na-jung, ed è cresciuto nella famiglia Sung.
- Chilbong (lett. "sette shutout")/Kim Seon-joon, interpretato da Yoo Yeon-seok
Nonostante sia una matricola, è il lanciatore numero uno della squadra di baseball dell'Università Yonsei.
- Samcheonpo/Kim Sung-kyun, interpretato da Kim Sung-kyun
- Haitai/Son Ho-joon, interpretato da Son Ho-jun
Suo padre è l'amministratore delegato della compagnia di autobus Suncheon Transportation Inc.
- Binggeure/Kim Dong-joon, interpretato da Baro
Cugino di Chilbong.
- Jo Yoon-jin, interpretata da Dohee
Una fan dei Seo Taiji and Boys.
- Sung Dong-il, interpretato da Sung Dong-il
Allenatore della squadra di baseball Seoul Ssangdungi, padre di Na-jung.
- Lee Il-hwa, interpretata da Lee Il-hwa
Moglie di Dong-il e madre di Na-jung.
- Sung Joon ("Ssuk-ssuk"), interpretato da Yook Sung-jae e Sung Joon (da giovane)
- Kim Ki-tae, interpretato da Yoon Jong-hoon
- Kim Dong-woo, interpretato da Yeon Joon-seok

## Episodi
| Episodio | Data di trasmissione | Titolo tradotto                                                                                    | Dati AGB Nielsen | Dati AGB Nielsen |
| Episodio | Data di trasmissione | Titolo tradotto                                                                                    | Share medio      | Share massimo    |
| -------- | -------------------- | -------------------------------------------------------------------------------------------------- | ---------------- | ---------------- |
| 1        | 18 ottobre 2013      | "Gente di Seul" (서울 사람)                                                                        | 2,6%             | 3,8%             |
| 2        | 19 ottobre 2013      | "Siamo tutti sconosciuti" (우린 모두 조금 낯선 사람들)                                             | 2,3%             | 3,2%             |
| 3        | 25 ottobre 2013      | "L'amore di una nuova generazione" (신인류의 사랑)                                                 | 3,0%             | 3,8%             |
| 4        | 26 ottobre 2013      | "Bugie" (거짓말)                                                                                   | 4,2%             | 5,6%             |
| 5        | 1 novembre 2013      | "Parole che non posso sopportare di dire" (차마 하기 힘든 말)                                      | 4,7%             | 5,8%             |
| 6        | November 2, 2013     | "Introduzione al fare regali" (선물학 개론)                                                        | 5,8%             | 6,9%             |
| 7        | 8 novembre 2013      | "L'estate di quell'anno" (그 해 여름)                                                              | 6,2%             | 7,3%             |
| 8        | 9 novembre 2013      | "La decisione di un momento può cambiare la tua vita per sempre" (순간의 선택이 평생을 좌우합니다) | 7,1%             | 8,6%             |
| 9        | 15 novembre 2013     | "Allora, la cosa che voglio dire è" (그러니까, 내가 하고 싶은 말은)                                | 8,1%             | 9,8%             |
| 10       | 16 novembre 2013     | "Potrebbe essere l'ultima" (어쩌면 마지막일지도 모를)                                              | 8,8%             | 10,0%            |
| 11       | 23 novembre 2013     | "L'unico modo per terminare un amore non corrisposto" (짝사랑을 끝내는 단 한 가지 방법)            | 9,3%             | 10,6%            |
| 12       | 29 novembre 2013     | "Il miracolo che ci accadrà" (우리에게 일어날 기적)                                                | 9,2%             | 11,8%            |
| 13       | 30 novembre 2013     | "La regola delle 10.000 ore" (1만 시간의 법칙)                                                     | 9,6%             | 11,5%            |
| 14       | 6 dicembre 2013      | "La gente che mi ha cambiato, parte 1" (나를 변화시킨 사람들 I)                                    | 9,3%             | 11,8%            |
| 15       | 7 dicembre 2013      | "La gente che mi ha cambiato, parte 2" (나를 변화시킨 사람들 II)                                   | 8,1%             | 10,6%            |
| 16       | 13 dicembre 2013     | "Amore, paura, Reply 1997 1" (사랑, 두려움; 응답하라 1997 I)                                       | 8,3%             | 10,1%            |
| 17       | 14 dicembre 2013     | "Amore, paura, Reply 1997 2" (사랑, 두려움; 응답하라 1997 II)                                      | 8,3%             | 10,6%            |
| 18       | 20 dicembre 2013     | "Dovrei dirti ancora che ti amo?" (다시 사랑한다 말할까)                                           | 8,7%             | 10,9%            |
| 19       | 21 dicembre 2013     | "Credi nel destino?" (운명을 믿으세요?)                                                            | 9,2%             | 11,8%            |
| 20       | 27 dicembre 2013     | "L'inizio della fine" (끝의 시작)                                                                  | 10,1%            | 12,4%            |
| 21       | 28 dicembre 2013     | "Agli anni Novanta" (90년대에게)                                                                   | 11,9%            | 14,3%            |

## Colonna sonora
1. Seoul, here (서울 이곳은) – Roy Kim
2. To You (너에게) – Sung Si-kyung
3. With You (그대와 함께) – B1A4
4. You, I Cannot Have (가질 수 없는 너) – Hi.ni
5. Happy Me (행복한 나를) – Kim Ye-rim
6. Parting for Me (날 위한 이별) – Dia
7. Only Feeling You (너만을 느끼며) – Jung Woo, Yoo Yeon-seok e Son Ho-jun
8. Start (시작) – Go Ara
9. Fate (운명) – Kim Sung-kyun e Dohee
10. Seoul, here (서울 이곳은) (Acoustic ver.) – Roy Kim
11. You, I Cannot Have (가질 수 없는 너) (Acoustic ver.) – Hi.ni
12. To You (너에게) (Inst.)
13. Happy Me (행복한 나를) (Inst.)
14. Seoul, here (서울 이곳은) (Acoustic guitar ver.)

## Riconoscimenti
| Anno | Premio                           | Categoria                                 | Ricevente                                               | Risultato       |
| ---- | -------------------------------- | ----------------------------------------- | ------------------------------------------------------- | --------------- |
| 2014 | Cable TV Broadcasting Awards     | Grand Prize (Daesang)                     | Eungdaphara 1994                                        | Vincitore/trice |
| 2014 | Baeksang Arts Awards             | Best TV Drama                             | Eungdaphara 1994                                        | Candidato/a     |
| 2014 | Baeksang Arts Awards             | Best Director (TV)                        | Shin Won-ho                                             | Candidato/a     |
| 2014 | Baeksang Arts Awards             | Best Screenplay (TV)                      | Lee Woo-jung                                            | Candidato/a     |
| 2014 | Baeksang Arts Awards             | Best Actress (TV)                         | Go Ara                                                  | Candidato/a     |
| 2014 | Baeksang Arts Awards             | Best New Actor (TV)                       | Jung Woo                                                | Vincitore/trice |
| 2014 | Baeksang Arts Awards             | Best New Actor (TV)                       | Kim Sung-kyun                                           | Candidato/a     |
| 2014 | Baeksang Arts Awards             | Best New Actress (TV)                     | Dohee                                                   | Candidato/a     |
| 2014 | Baeksang Arts Awards             | Most Popular Actor (TV)                   | Jung Woo                                                | Candidato/a     |
| 2014 | Baeksang Arts Awards             | Most Popular Actor (TV)                   | Yoo Yeon-seok                                           | Candidato/a     |
| 2014 | Baeksang Arts Awards             | Most Popular Actor (TV)                   | Kim Sung-kyun                                           | Candidato/a     |
| 2014 | Baeksang Arts Awards             | Most Popular Actress (TV)                 | Go Ara                                                  | Candidato/a     |
| 2014 | Baeksang Arts Awards             | Most Popular Actress (TV)                 | Dohee                                                   | Candidato/a     |
| 2014 | Baeksang Arts Awards             | Best OST                                  | Seoul, Here - Roy Kim                                   | Candidato/a     |
| 2014 | Baeksang Arts Awards             | Best OST                                  | To You - Sung Si-kyung                                  | Candidato/a     |
| 2014 | Seoul International Drama Awards | People's Choice Actor                     | Jung Woo                                                | Candidato/a     |
| 2014 | Seoul International Drama Awards | People's Choice Actress                   | Go Ara                                                  | Candidato/a     |
| 2014 | Korea Drama Awards               | Best Production Director                  | Shin Won-ho                                             | Vincitore/trice |
| 2014 | Korea Drama Awards               | Best Screenplay                           | Lee Woo-jung                                            | Candidato/a     |
| 2014 | Korea Drama Awards               | Best New Actor                            | Son Ho-jun                                              | Candidato/a     |
| 2014 | Korea Drama Awards               | Best New Actress                          | Dohee                                                   | Vincitore/trice |
| 2014 | Korea Drama Awards               | Best Couple                               | Kim Sung-kyun e Min Do-hee                              | Vincitore/trice |
| 2014 | MelOn Music Awards               | Best OST                                  | Only Feeling You - Jung Woo, Yoo Yeon-seok e Son Ho-jun | Candidato/a     |
| 2014 | APAN Star Awards                 | Excellence Award, Actor in a Miniseries   | Jung Woo                                                | Vincitore/trice |
| 2014 | APAN Star Awards                 | Excellence Award, Actress in a Miniseries | Go Ara                                                  | Candidato/a     |
| 2014 | APAN Star Awards                 | Best Supporting Actor                     | Sung Dong-il                                            | Candidato/a     |
| 2014 | APAN Star Awards                 | Best New Actor                            | Son Ho-jun                                              | Vincitore/trice |
| 2014 | APAN Star Awards                 | Best New Actress                          | Min Do-hee                                              | Candidato/a     |
| 2014 | Mnet Asian Music Awards          | Best OST                                  | Happy Me - Lim Kim                                      | Candidato/a     |

## Distribuzioni internazionali
| Paese     | Canale/i  | Prima TV                     | Titolo adottato            |
| --------- | --------- | ---------------------------- | -------------------------- |
| Hong Kong | Channel M | 24 dicembre 2013-sconosciuto | 請回答1994 (Rispondi 1994) |
| Taiwan    | Channel M | 24 dicembre 2013-sconosciuto | 請回答1994 (Rispondi 1994) |